# دورة الوقود النووي
دورة الوقود النووي، وتسمى أيضاً سلسلة الوقود النووي، وتعني تطور الوقود النووي من خلال سلسلة من المراحل المختلفة. وهي تتألف من خطوات في الدورة الأمامية للوقود النووي، حيث تكون بمثابة إعداد للوقود، وبها يكون الوقود في طور الخدمة للمفاعل أثناء العملية.
أما دورة الوقود الخلفي فهي الضرورية للإدارة بأمان، فتحتوي على عمليات إعادة للمعالجة أو التخلص من الوقود النووي المستنفد. فإذا لم يتم معالجة الوقود المستنفد، فيُشار إليها بدورة الوقود المفتوحة (أو دورة وقود المرة الواحدة)، أما إذا تم إعادة تصنيعها في الوقود المستهلك، فُيشار إلى أنها دورة وقود مغلقة.

## التعدين
يوجد خام اليورانيوم في القشرة الارضية ويوجد منه القليل فقط بشكله المركز الذي يمكن الاستفادة منه. وبعد أن يتم استخراجه من المناجم أو من مصادره الاخري يُكسَّر ويُطحن على شكل مسحوق ناعم، ثم يتم تركيزه عبر عدة عمليات كيميائية بإذابته في بعض الأحماض، ثم تكريره ليتحول بعدها الي عجينة تحتوي علي النظيرين يورانيوم 235 و238 ويطلق عليها الكعكة الصفراء Yellow Cake.

## العمليات الكيميائية
إن الهدف الأساسي من دورة الوقود النووي هو زيادة تركيز اليورانيوم 235 وذلك بإثرائه وتخصيبه ولكي يمكن الوصول لتلك المرحلة يتعين علينا في البداية تحويله بشكل كيميائي الي غاز يعرف باسم سادس فلوريد أكسيد اليورانيوم في وحدات من النيكل والألومنيوم

## عملية الاثراء
لإثراء اليورانيوم وذلك بتركيز النظير 235 من 3-5 % يتم تدوير غاز سادس اكسيد فلوريد اليورانيوم بأجهزة طرد مركزية اسطوانية الشكل ذات سرعات عالية جداً مما يؤدي الي انفصال النظيرين 235 و238، بحيث يتحرك النظير 238 الأثقل إلي الأسفل ويتكاثف النظير 235 قرب المركز ثم يتم ضخ النظير 235 في جهاز طرد آخر ويتم تكرار هذه العملية عبر العديد من أجهزة الطرد المركزي.

## إنتاج الوقود
في قلب وحدة إنتاج الوقود النووي يتم تحويل اليورانيوم الذي تم اثرائه الي مسحوق ناعم عبارة عن اكسيد اليورانيوم، ثم يُضغط على شكل اسطوانات صغيرة ويتم تحميصه في درجات حرارة عالية جداً ثم تدمج سويا في شكل قضبان طول كلا منها 4 أمتار، ومن ثم فأخيرا يتم تحزيم عدة قضبان مع بعضها البعض وبذلك نكون قد حصلنا علي الوقود النووي اللازم للمفاعلات.

## المفاعل
في قلب المفاعل يتم وضع من 150-200 حزمة من الوقود النووي المشع، ويتم قذفها بالنيوترونات المتعادلة الشحنة فتنشطر ذرات النظير 235، وكمية من النيوترونات التي تقوم بشطر ذرات أخرى ويحدث سلسلة تفاعل انشطارية متسلسلة وينتج عن ذلك حرارة عالية جداً تُسخِن غرف الماء بالمحطة النووية لتتحول لبخار ماء تدير توربينات فتقوم بإنتاج الطاقة الكهربائية.

## معالجة الوقود المستنفذ
بعد 3-4 سنوات من استخدام الوقود في المفاعل، يتم نقل القضبان التي استخدمت والتي تحتوي علي الوقود، ثم يتم نزع الغلاف المعدني الخارجي وذلك قبل ان يتم تذويبها في حمض النيتريك الساخن (وهو ما ينتج اليورانيوم بنسبة 96 %) والذي يعاد استخدامه في المفاعلات، بالإضافة إلي نفاية شديدة الإشعاع بنسبة (3%)، فضلا عن بلوتونيوم بنسبة (1%).

## إعادة التدوير
اليورانيوم والبلوتونيوم الناتجان من عملية معالجة الوقود المستنفذ يدخلان في عملية تصنيع أخرى ينتج عنها ما يسمي بالـ MOX وهو اختصار لمصطلح خليط أكسيد اليورانيوم والبلوتونيوم، وأغلب المفاعلات تعمل بمثل هذا الخليط.

## معرض صور

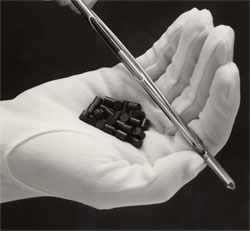
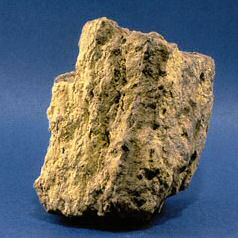
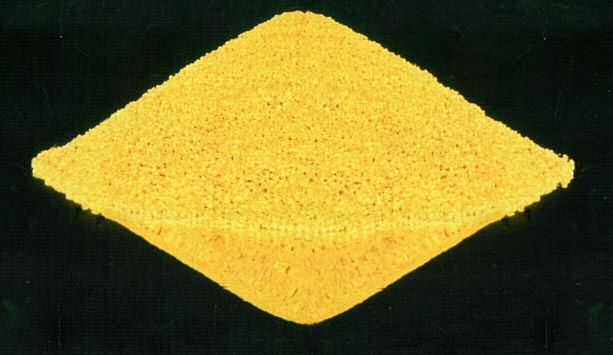
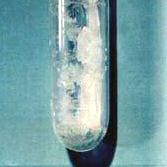